# Nassi
Ne doit pas être confondu avec Nassi (géologie).
Nassi (hébreu : נָשִׂיא) est un terme hébreu signifiant approximativement « Prince ». Dans l'Antiquité, c'était le titre donné au dirigeant du Sanhédrin. Ce titre a été créé en 191 av. J.-C. lorsque le Sanhédrin a perdu confiance dans la capacité des prêtres de rang élevé de servir de dirigeants.
Dans l'Antiquité, le 13 Adar (jeûne d'Esther) était toujours annoncé par le Nassi.
Certaines personnalités juives importantes ont porté ce titre, par exemple Rabbi Yehouda HaNassi.
Dans l'utilisation moderne, nassi signifie aussi « président. » C'est le terme utilisé en hébreu moderne pour désigner n'importe quel chef d'État démocratiquement élu.